# Sharon Barba
Sharon Andrea Barba Almanza  (Cuauhtémoc, Ciudad de México, México; 30 de noviembre de 1999) es una futbolista mexicana profesional que juega como centrocampista en Club Atlético de San Luis Femenil.

## Trayectoria
Debutó en el torneo Clausura 2018 de la Liga MX Femenil con el equipo de Cruz Azul Femenil. Actualmente es la máxima anotadora de Cruz Azul Femenil con 11 anotaciones. Marcó su primer gol el 28 de enero de 2018 frente al América Femenil

## Estadísticas

### Equipos
| Club              | Año             | Goles |
| ----------------- | --------------- | ----- |
| Cruz Azul Femenil | 2018 - presente | 11    |